# 高云霄
高云霄（1964年3月—），女，河北井陉人，中华人民共和国政治人物。1983年11月参加工作，1988年11月加入中国共产党，大学学历，经济学硕士。
曾任河北省财政厅机关党委专职副书记、行政政法处处长。
2009年5月至2018年1月河北省财政厅党组成员、党组副书记、副厅长。2018年1月至2021年7月，任省财政厅党组书记、厅长。2021年4月至2023年1月，任河北省人民政府党组成员、副省长。2023年1月，当选河北省人民代表大会常务委员会副主任、河北省残疾人联合会主席。
是中国共产党河北省第十届委员会委员，河北省第十四届人民代表大会代表、财政经济委员会主任委员。